# 음력 4월 24일
음력 4월 24일은 음력 4월의 24번째 날이다.

## 문화
- 2002년 - 대한민국이 2002년 FIFA 월드컵 D조 1차전에서 황선홍의 선제골과 유상철의 추가골로 폴란드에 2:0으로 승리하여, FIFA 월드컵에 출전한지 48년 만에 첫 승을 거두었다.
- 2014년 - 부산항대교 개통.

## 탄생
- 1986년 - 대한민국의 가수 겸 배우 이장우.
- 1990년
  - 대한민국의 가수 허가윤(포미닛).
  - 일본의 축구 선수 오사코 유야.
- 1991년
  - 대한민국의 가수 장재인.
  - 대한민국의 가수 손동운(비스트, 하이라이트)
  - 일본의 가수 요네자와 루미.

## 사망
- 223년 - 중국 삼국시대 촉한의 건국자 유비.

## 같이 보기
- 음력 360일: 1월 2월 3월 4월 5월 6월 7월 8월 9월 10월 11월 12월
- 전날:4월 23일 다음날:4월 25일 - 전달:3월 24일 다음달:5월 24일
- 양력:4월 24일
- 음력, 윤달